# Marco Antonio Peribán
Marco Antonio Peribán Hernández (født 10. august 1984 i El Arenal, Mexico City) er en mexicansk professionel bokser, der konkurrerer i supermellemvægt. Han er på kontrakt med Oscar De La Hoyas stald Golden Boy Promotions.

## Privatliv
Han er bror til den professionelle kvindelige bokser Guadalupe Periban, der også er på kontrakt med Golden Boy Promotions.

## Amatørkarriere
Periban havde en fremragende amatørkarriere, som omfattede en sejr over amerikanske Shawn Porter. Han boksede mange nationale mesterskaber i Mexico som medlem af det mexicanske landshold, og i ved Central American and Caribbean Games i 2006 vandt han en bronze medalje. 

## Professionelle karriere
Periban vandt sin professionelle debut mod Oscar Solis via knockout i 3. omgang.  Marco opnåede international berømmelse efter sin amerikanske og Golden Boy Promotions debutkamp over det daværende Floyd Mayweather-håb Dion Savage, Jr. i San Diego, Californien. Kampen varede kun 33 sekunder, da Periban slog Dion Savage ud med en hurtig venstre-højre kombination i første omgang.
Udover dette har han tabt til bemærkelsesværdige navne som Sakio Bika, J'Leon Love og Avni Yildirim. Den 12. september 2012 boksede han uafgjort mod svenske Badou Jack i MGM Grand i Las Vegas i Nevada.